# Josep Vicent Marqués

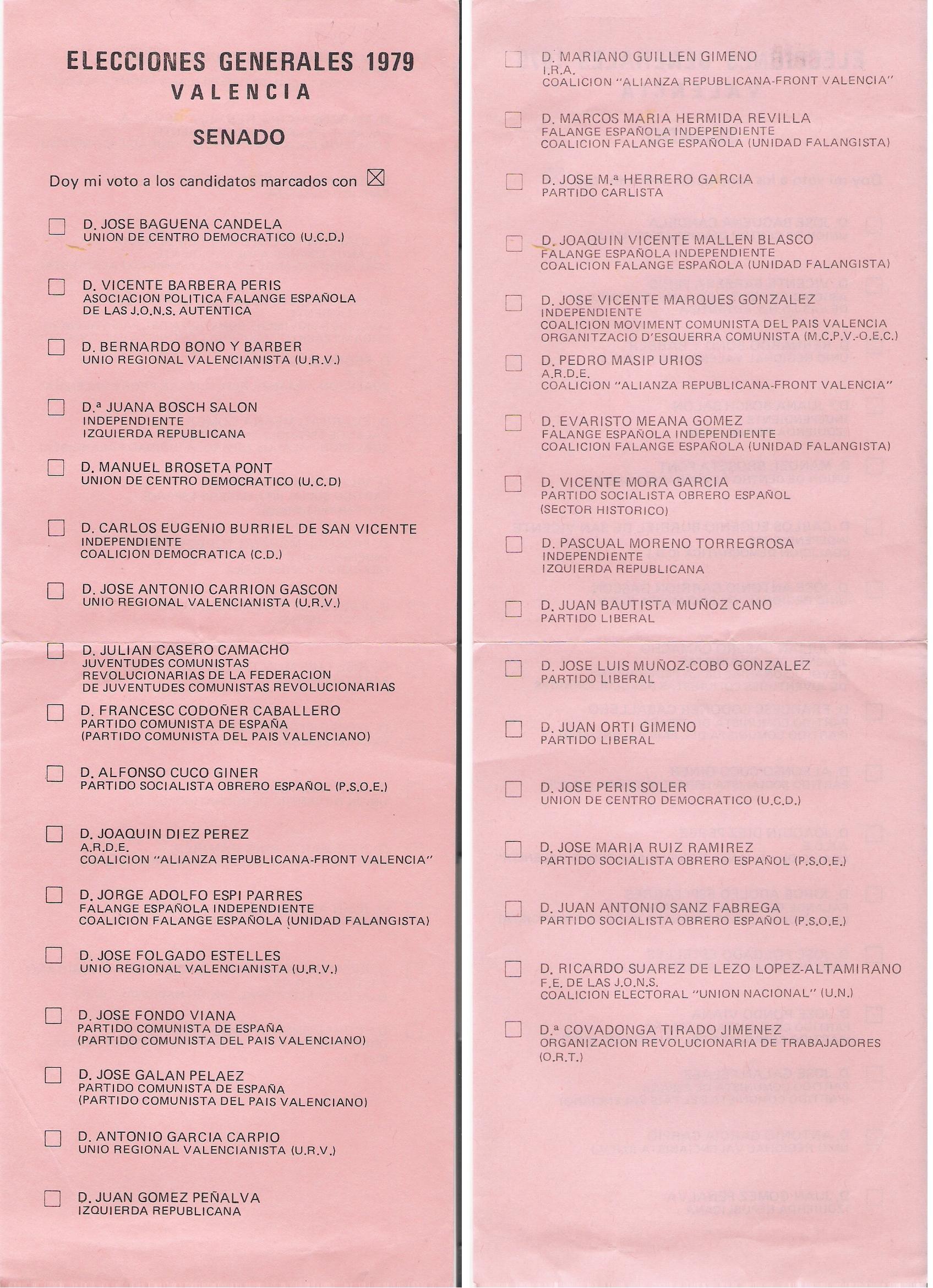
Papeleta al Senado de 1979, correspondiente a la provincia de Valencia.

Josep Vicent Marqués González (Valencia 29 de noviembre de 1943 - Valencia, 4 de junio de 2008) sociólogo y escritor valenciano. Licenciado en derecho. Fue miembro del Moviment Social Cristià de Catalunya y del Partit Socialista Valencià (PSV), que posteriormente abandonó para fundar el grupo Germania Socialista, de carácter comunista antiautoritario. Ganó el Premi Joan Fuster de ensayo en 1973 por una de sus obras más reconocidas País perplex, publicada al año siguiente. Estuvo casado con la filósofa Celia Amorós, con quien tuvo a su hija Celia Marqués. Candidato al Senado en 1979 bajo el lema "Ni fam, ni fum, ni fem". También fue uno de los animadores de los primeros grupos ecologistas y antinucleares de Valencia. Ya en los 90 se trasladó a Madrid a vivir con la actriz Virginia Mataix con quien tuvo a Jaume Marqués, allí destacó como columnista en El País y como colaborador en distintos programas de televisión. Volvería a finales de esta década a Valencia junto con su hijo y Virginia de quien se separaría pocos años después. Durante estos años se desempeñaba como catedrático y profesor del Departamento de Sociología y Antropología de la Universidad de Valencia. Josep Vicent fallecería en 2008 tras recaer de un ictus que había sufrido tres años antes.

## Naturalmente social, socialmente natural
A diferencia de los elementos y sucesos del mundo de la naturaleza, los objetos y los sucesos que suceden en el mundo social tienen un significado variable según los diferentes grupos humanos situados en diferentes épocas históricas. Entonces decimos que lo "normal" está definido por un determinado grupo social en un contexto determinado. Al hacer las cosas por costumbre creemos hacerlas porque es normal, y así creemos estar haciendo "lo natural", en ese orden se nos aparece como algo inmutable a pesar de que realmente existe porque nosotros pensamos que existe, es decir, gracias a nuestro pensamiento.
Es así como en nuestra vida cotidiana naturalizamos normas: Naturalización de lo social. Pensamos que los sucesos sociales son estáticos, se dan de una vez y para siempre, tomamos como natural ciertas costumbres, como incuestionables e inmodificables ya que asumimos que así lo impone la naturaleza y que siempre ha sido así. El problema que trae esto es de carácter moral ya que como las cosas son de determinada forma por naturaleza esto nos da los parámetros para delimitar lo que es normal y lo que es antinatural o anormal, cuando la realidad es que las "conductas sociales" son sociales y no tienen nada que ver con la naturaleza.
Para la sociología esto es un problema, ya que a medida que naturalizamos no nos planteamos ningún interrogante y la sociología parte de problemas y cuestionamientos para analizar a la Sociedad
Josep Vicent Marqués decía que el programa de la sociología consiste en desnaturalizar aquello que el pensamiento de sentido común naturalizó, esto sería un antídoto contra el "sociocentrismo" el cual coloca a nuestra sociedad como el parámetro por el cual se mide a las otras sociedades según la cercanía o la lejanía, calificando negativamente al más alejado de nuestras costumbres. Dentro de esta ideología, los individuos juzgan a otros grupos en relación con su propia cultura o grupo particular, especialmente en lo referido al lenguaje, las costumbres, comportamientos, religión y creencias. Dichas diferencias suelen ser las que establecen la identidad cultural.
Desnaturalizar lo social implicaría dar una cuota de "relativismo cultural", el cual conlleva a considerar cualquier aspecto de otra sociedad o grupo en relación con los estándares culturales de ese grupo, en vez de hacerlos desde un punto de vista considerado universal, o en relación con la valoración desde otras culturas. Según esta corriente de pensamiento todas las culturas tendrían igual valor, y ninguna sería superior a otra pues todos los valores son considerados relativos.
De esta forma podemos ver las diferentes manifestaciones de la vida en una sociedad sin colaborar con las clasificaciones oficiales que casi siempre provienen de los sitios de poder interesados en que las cosas se piensen así.

## Perder la inocencia sociológica
Si algo aparece como natural es invariable, no puede ocurrir de otra forma, la cosa es "socialmente natural". Pero si todas las cosas tienen un significado, el cual se altera, entonces nuestro mundo es "naturalmente social", transformable en miles de aspectos. 
Muy pocas de las cosas que hacemos están programadas por la biología (comer, beber, dormir). Pero cómo realizamos todas esas cosas depende de las circunstancias sociales en las que fuimos educados, maleducados, hechos y deshechos. Perder la inocencia sociológica es desnaturalizar muchas situaciones que estaban naturalizadas y que justificaban el ¿por qué? de las cosas; esta "inocencia" muchas veces esconde dificultades para la convivencia de los seres humanos. 
Como si fuera un proceso que consiste en avances y retrocesos, las sociedades desnaturalizan y naturalizan, desmitifican y mitifican lo que en realidad, es el producto de su mismo quehacer.

## Obras
- País perplex (1974)
- Clase obrera y cuestión nacional (1978; 2a ed., rev., 2019) Prólogo.
- "Ecología y lucha de clases" (1978)
- No és natural (1980)
- ¿Qué hace el poder en tu cama? (1981)
- Amors impossibles (1982)
- Curso elemental para varones sensibles y machistas recuperables (1991).
- Sexualidad y sexismo (1991)
- Dígalo por carta (1992)
- "La pareja, una misión imposible" (1995)
- Tots els colors del roig (1997)
- El retorn del nàufrag professional (1998)